# Autografía
Se llama autografía a un procedimiento para trasladar un escrito de un papel a una piedra un escrito en condiciones especiales.
La autografía consiste en escribir o dibujar sobre un papel especial con tinta crasa. Acto seguido se pasa el motivo a una piedra litográfica o a otro tipo de piedra mediante una simple presión de modo que puedan obtenerse tiradas bastante numerosas. 
Las autografías tienen la ventaja de poderse ejecutar por cualquier que sepa dibujar a pluma al ser capaz de reproducir con la misma exactitud el original. Pero exceptuando las autografías ejecutadas por especialistas hábiles y raros tiene el inconveniente de que las pruebas litográficas salen con frecuencia borrosas y sin brillantez. 